# Livio Badurina
Livio Badurina (Rijeka, 20. prosinca 1965.) hrvatski je kazališni, filmski i televizijski glumac.

## Životopis
U Zagrebu završava Akademiju dramske umjetnosti, nakon čega je šest godina član Drame u Slovenskom narodnom kazalištu u Mariboru, a u zagrebačkom HNK član je od 1997. Godine 2008. dobio je status prvaka Drame.

## Filmografija

### Filmske uloge
- "Dnevnik Diane Budisavljević" kao Alojzije Stepinac (2019.)
- "Anđeo čuvar" kao doktor Gammeltoft (2018.)
- "Narodni heroj Ljiljan Vidić"  kao SS-ovac (2015.)
- "Šegrt Hlapić" kao gospodar cirkusa (2013.)
- "Libertas" kao Vlaho Držić (2006.)
- "Družba Isusova" kao grof Waldstein (2004.)
- "Polagana predaja" kao fotograf (2001.)
- "Rosencratz i Guildenstern su mrtvi" kao Alfred (1990.)

### Televizijske uloge
- "Novine" kao Matko Jakovljević (2018. – 2020.)
- "Crno-bijeli svijet" kao profesor Tom (2016. – 2019.)

### Sinkronizacije[2]
- "Ralph ruši internet:Krš i lom 2" kao Sveznadar (2018.)
- "Izbavitelji 2" kao Vinko Deavor (2018.)
- "Trolovi" kao Miro (2016.)
- "U potrazi za Dorom" kao Školjkaš (2016.)
- "Avioni 2: Nebeski vatrogasci" kao Al Šefovski (2014.)
- "Čuvari šume: Tajanstveni svijet" kao Mandragora (2013.)
- "Merida hrabra" kao Knez Macintosh (2012.)
- "Auti 2" kao Francesco Spaligumi (2011.)
- "Yu-Gi-Oh!: Dvoboj čudovišta" kao Ryo Bakura (1-3. sezona) (2003.)

## Vanjske poveznice
- Livio Badurina u internetskoj bazi filmova IMDb-u (engl.)